# محمد القيق
محمد القيق، صحفي فلسطيني، ومراسل لقناة المجد الفضائية، خاض إضربًا عن الطعام في سجون الاحتلال الإسرائيلي لـ 94 يوماً متتالياً على «الطريقة اليابانية». وهو أول أسير يُغذى قسريا لكسر إضرابه، أعتقل لدى الاحتلال الإسرائيلي ولدى السلطة الفلسطينية بالضفة الغربية المحتلة عدة مرات. أُعتقِل من بيته الكائن في مدينة رام الله في 21/11/2015 عند الساعة 2:00 فجراً، حيث داهمت قوة من جيش الاحتلال بيته قبل أن يقوموا باعتقاله، وبعد تقييد يديه وتغميم عيونه تم نقله إلى مستوطنة بيت ايل القريبة من رام الله، وترك بعدها في العراء حوالي 20 ساعة، ثم نقل لمركز تحقيق المسكوبية وبعدها إلى مركز تحقيق الجلمة. وبعد التعذيب وسوء المعاملة التي تعرض لها القيق، قرر خوض الاضراب المفتوح عن الطعام.

## نشاطه الطلابي والنقابي
ترأس مجلس طلبة جامعة بيرزيت في دورة عام 2006-2007 بحصاد نقابي مميز، وكان نشطًا في الكتلة الاسلامية -الجناح الطلابي لحركة المقاومة الإسلامية (حماس)-، إضافة إلى كونه كاتبًا لمقالات رأي في عدد من المواقع المحلية والعربية والتي تعبر عن روح المقاومة الفلسطينية واستمرار انتفاضة القدس.

## في سجن السلطة الفلسطينية (حركة فتح)
أعتقل عدة مرات على يد أجهزة السلطة الفلسطينية الأمنية التابعة لحركة فتح بالضفة.
وكان منها عندما إعتقلته خلال قمعها للاعتصام أمام مسجد البيرة الكبير برام الله في 2013، حيث كان جهاز الأمن الوقائي التابع للسلطة الفلسطينية وحركة فتح في الضفة الغربية استدعى الصحفي القيق عدة مرات إحداها بعد اعتداء عناصر من «الشرطة الخاصة» عليه عقب مشاركته في مسيرة «نصرة الشرعية المصرية» (دعم للرئيس محمد مرسي) في شهر آب 2013 .
ومنها أيضا حين داهم عناصر من جهاز الأمن الوقائي التابع لحركة فتح مساء 8 كانون ثاني/يناير 2014. منزله في مدينة رام الله. وقالت عائلته إن أفرادا بلباس مدني عرفوا عن أنفسهم أنهم من الوقائي، اقتحموا منزل القيق وشرعوا بعملية تفتيش لغرفه، وصادروا جهاز الحاسوب الخاص به، ومجموعة من الصور الشخصية والأقراص المدمجة، مبينة بأنه طلب منهم مذكرة لتفتيش المنزل وبعد أن أجروا اتصالات هاتفية أبلغوه أنهم حصلوا على أمر من النيابة بذلك.
واختطف لأشهر لدى جهازي الوقائي والمخابرات وأمن الرئاسة في أعوام 2006 و2008 و2009.

## في سجون الاحتلال
القيق كان أسير محرر أمضى أكثر من ثلاثة أعوام خلال ثلاث مرات اعتقال في السجون الإسرائيلي كانت آخرها عام 2008 حتى تم اعتقالة مرة أخرى في 2015، حيث إعتقله الاحتلال الإسرائيلي فجر يوم السبت 21 نوفمبر/تشرين ثاني 2015 بعد مداهمة منزله في مدينة رام الله بالضفة الغربية. وقالت زوجته الصحفية فيحاء شلش إن قوات كبيرة من جنود الاحتلال حاصرت البناية السكنية التي يقطن بها، واقتحمت منزله بعد تفجير الباب وتحطيم زجاج النوافذ الموجودة فيه، ثم شرعوا بالانتشار في المنزل وتفتيش غرفه بشكل سطحي قبل أن يعتقلوا الصحفي القيق ويصادروا هاتفه النقال وهاتف زوجته وحاسوبًا شخصيًّا، ثم اقتادوه إلى جهة مجهولة. وأضافت: «خلال عملية المداهمة قام أحد الضباط باستجواب محمد وتدوين معلومات خاصة بعمله ومنزله، وطلب مني أن أحضر بطاقة الصحافة الدولية التي يمتلكها ولكن الضابط قال على الفور إنها غير هامة لديهم؛ وهذا يدلل على أن الجسم الصحفي الفلسطيني مستهدف ككل والهدف هو إسكات هذا الصوت الذي ينقل الحقيقة».

## الاضراب عن الطعام في سجن الاحتلال
بدأ بالإضراب المفتوح عن الطعام بعد أيام من اعتقاله، احتجاجاً على سوء معاملته أثناء التحقيق ولتحويله إلى الاعتقال الإداري، القيق يعاني الآن أوضاعاً صحية صعبة، لاسيما بعد تغذيته قسرياً، وأصبح يفقد الوعي عدة مرات، وفاقداً القدرة على النطق والسمع والنظر، إضافةً إلى أنه مكبل على السرير.
ويرفض القيق منذ بدء إضرابه تناول المدعمات وإجراء الفحوص الطبية، وهو موجود حالياً في مستشفى العفولة الإسرائيلي، بعدما نقل إليه إثر تدهور حالته الصحية، فيما تشير آخر التقارير إلى أن القيق قد فقد وعيه داخل مستشفى سجن العفولة، وأن وضعه الصحي دخل في حالة حرجة جداً، وحذرت مؤسسات حقوقية عدة، وكذلك عائلته، من إمكانية استشهاده في ظل تعنت الاحتلال في الاستجابة لمطالبه وتدهور حالة القيق الصحية.

### الحرية أو الموت
في 1 كانون ثاني 2016 وفي مقابلة مع قناة الجزيرة الإنجليزية، قالت زوجته أنه قد وقّع على ورقة يرفض فيها العلاج الطبي، وقال: «قراره واضح إما الحرية أو الموت، ولا شيء بينهما».
في حين قامت المستشفى بتاريخ 19 كانون ثاني بعلاجه قسراً لأربعة أيام.

### فقد جزءاً كبيراً من سمعه
في 2 كانون ثاني 2016 فقد محمد نحو 60% من حاسة السمع، ولكنه كان ما زال واعياً ومدركاً ويرفض العلاج.

### فقد تمكنه من النطق أو الكلام
في 6 كانون ثاني 2016 (اليوم 76 من الاضراب) فقد محمد القدرة على النطق أو الكلام، وأصبح يتواصل مع من حوله بالكتابة على ورقة، وقال أنه «سيواصل الاضراب حتى الحرية أو الشهادة».

### أول أسير يُغذى قسريا لكسر إضرابه
في 12/يناير/2016 طبقت قوات الاحتلال الصهيوني، قانون التغذية القسرية عليه عبر إدخال محاليل إلى جسده رغما عنه في تطور خطير ومخالف للمواثيق الدولية. وقال رئيس هيئة شؤون الأسرى والمحررين عيسى قراقع إن الأسير القيق هو أول أسير مضرب عن الطعام تم تطبيق قانون «التغذية القسرية» بحقه، والذي أقرته حكومة الاحتلال في شهر تموز من عام 2015، بهدف كسر إرادة المضربين عن الطعام. حيث ان «لجنة الأخلاقيات» في مستشفى العفولة المكونة من 3 أطباء، وطبيب نفسي، وعامل اجتماعي، والتي تملك صلاحية إجبار الأسير المضرب على التغذية تحت حجة الخطر على حياته، قامت بتربيط الأسير القيق، مستغلين حالة الضعف الجسدي الذي يعانيه، وربطه بجهازي «المونيتور»، و«الانفوزيا»، لإدخال السوائل إلى جسمه عن طريق الوريد.
وعلى الرغم من حظر تطبيق الإطعام القسري بحق المضربين وتغذيتهم بالقوة من كافة الجهات القانونية واتحاد الأطباء الدولي ونقابة الأطباء في «إسرائيل»، إلا أن حكومة الاحتلال لم تأخذ بعين الاعتبار الموقف القانوني الدولي من الإطعام القسري.
لقد انهى الاسير محمد القيق اضرابة بتاريخ 26/2/2016 بعد اتفاق مع السلطات الصهيونية على ان يتم اطلاق صراحه بتاريخ 21/5/2016

### حملات تضامنية كثيرة
استمرت حملات التضامن معه وشهدت مناطق مختلفة من قطاع غزة والضفة الغربية وقفات للتضامن مع الأسير والاحتجاج على موقف إسرائيل الرافض للاستجابة لمطالبه.
ورفع المشاركون في الاحتجاجات شعارات تطالب بالضغط على إسرائيل للإفراج عن الأسير وإنهاء معاناته في الاعتقال الإداري، كما طالبوا السلطة الفلسطينية والمنظمات العربية بالقيام بدورها في دعم القيق وتفعيل قضيته في كل المحافل الدولية.
وشملت الاحتجاجات أطفال المدارس الذين نظموا فصولا دراسية في الشارع سعيا للفت انتباه الرأي العام العالمي إلى معاناة القيق في سجون الاحتلال.
تضامن معه الكثير من المؤسسات والشخصيات وكان منها:
دعت كتلة الصحفي الفلسطيني لحملات تضامنية معه، وكان منها وبالتزامن مع عدد من الوسائل الإعلامية نظمت مؤسسة الرسالة للإعلام، وصحيفة الرسالة التابعة لها؛ وقفة تضامنية معه بعد (78يومًا من اضرابه). وحمل الصحفيون في المؤسسة لافتات داعمة للصحفي «القيق»، ومنها: «#انقذوا_محمد_القيق، وستهزم الأمعاء الخاوية الأسوار العالية، وستكسر القيود رغم أنف السجان، ومن أمعائنا سنصنع انتصارًا، وساندوا عدالة محمد القيق، والقيق يمثّل عنوان الحرية، وما عجز عنه القلم سيتحقق بالأمعاء الخاوية، ولن تنكسر إرادة تحمل شعار #حرًا_أو_شهيدًا». كما حمل المشاركون أيضًا لافتات مثل: «أين دعاة الحرية، جسد القيق أنهكه الإضراب، المجتمع الدولي مُكمم الأفواه، والقيق يقترب من الموت، إضرابٌ مقابل الحرية ودفاع عن شرف المهنة والقلم، سيعود محمد إلى أهله وأحبابه محققًا انتصارًا جديدًا». وقال مدير عام الرسالة، إنّ «هذه الوقفة تضامنية مع الصحفي القيق الذي يؤكّد بإضرابه المستمر منذ 78 يومًا، أنّه يدفع ثمنًا لحرية القلم الفلسطيني»، مشيرًا إلى أنّهم مستمرون في تنظيم الفعاليات المدافعة عن حريته، حتى نيلها.
في يوم الأحد 21 فبراير 2016 عم الإضراب التجاري العام كافة أرجاء محافظة الخليل، فأغلقت الحوانيت التجارية والأسواق أبوابها تضامنا مع الأسير محمد القيق. وجاء هذا الإضراب بعد دعوة وجهتها القوى السياسية في المحافظة عبر مكبرات الصوت التي نصبت على سيارات خاصة طافت شوارع المحافظة وقد حملت ملصقات للأسير القيق. لوحظ التزاما مميزا من قبل الحركة التجارية في محافظة الخليل بهذا الإضراب، حيث وضع أصحاب المحال التجارية صور الأسير القيق على أبوابها وكتبوا عليها: «اليوم إضراب شامل تضامنا مع البطل الأسير محمد القيق».

#### أسرى حماس يبدؤون بسلسلة خطوات احتجاجية مساندة
في 28-1-2016 اسرى حركة حماس في سجون الاحتلال بدأوا بسلسلة خطوات احتجاجية على استمرار استهداف الأسير الصحفي محمد القيق بعد 65 يوماً من إضرابه المفتوح عن الطعام ما أوصله لوضع صحي في غاية الخطورة وأولى هذه الخطوات ستبدأ بإرجاع وجبات من الطعام المقدمة لهم من قبل إدارة مصلحة السجون الصهيونية. وكان أسرى الحركة قد أكدوا أن استشهاد الأسير القيق سيدخل السجون في مرحلة جديدة لم يعهدها الاحتلال ومصلحة سجونه من قبل.

#### الحركة الإسلامية في الداخل تعتصم امام المستشفى
استمر تضامن الحركة الإسلامية في إسرائيل مع القيق، وتطور إلى ان قامت الحركة باقامة صلاة الجماعة والجمعة امام مستشفى العفولة، وتطور أكثر في 18-2-2016 حين أخلت الشرطة الإسرائيلية سبيل رئيس الحركة الإسلامية داخل الخط الأخضر الشيخ رائد صلاح ورئيس لجنة المتابعة العليا النائب العربي في الكنيست محمد بركة بعد تحقيق استمر ساعات، وذلك عقب توقيفها إثر زيارتهما القيق وإعلانهما الدخول في إضراب عن الطعام تضامنا معه.

#### دوليا
كان المنسق الخاص لعملية السلام في الشرق الأوسط بالأمم المتحدة نيكولاي ملادينوف، قد طالب بالعمل للإفراج عن الأسير محمد القيق.
ودعا ملادينوف للعمل لمنع حدوث تدهور في صحة الأسير القيق، وهو ما من شأنه أن «يؤجج العنف في المنطقة»، مشيرا إلى رفض الأمم المتحدة سياسة الاعتقال الإداري.

### إنهاء الاضراب باتفاق
أعلنت الهيئة القيادية العليا لأسرى حركة حماس في السجون الإسرائيلية الجمعة 26-2-2016 عن التوصل إلى اتفاق يقضي بإنهاء معاناته. وقالت الهيئة إن العرض يتلخص في إنهاء الاعتقال الإداري للصحفي بتاريخ 21-5-2016 بقرار جوهري غير قابل للتمديد.
وأشارت إلى أنه كان لديه خيار أن يكمل علاجه بعد إنهاء الإضراب في أي مستشفى حكومي داخل الأرض المحتلة عام 48 ولكننا فضلنا بقاءه وعلاجه على يد طاقم فلسطيني من الداخل المحتل يعمل في مستشفى العفولة تقديرًا منا لوضعه الصحي الذي عايناه ولا يحتمل التنقلات. وسيحل القيق ضيفًا في سجن نفحة بين إخوانه بعد إنهاء فترة العلاج وعدم ذهابه إلى عيادة سجن الرملة لضمان إلزام الاحتلال الإفراج عنه في الموعد المتفق عليه.

### الحرية
أطلق الاحتلال الإسرائيلي، الخميس 19 أيّار / مايو 2016، سراح الأسير محمد القيق (33 عاما)، عند حاجز عسكري جنوبي مدينة الخليل بالضفة الغربية المحتلة.
وكان قد رفض القضاء الإسرائيلي في السابق الإفراج عن القيق، الذي أضرب عن الطعام لمدة 94 يوماً، فيما أوقف إضرابه، في فبراير من نفس العام، بعد التوصل لاتفاق يقضي بالإفراج عنه، وفي 4 فبراير علّقت محكمة إسرائيلية الاعتقال الإداري للمعتقل القيق وسمحت لعائلته بزيارته، لكنها أبقته محتجزا في المستشفى، بسبب وضعه الصحي الذي تدهور عقب إضرابه عن الطعام.